# 253e division d'infanterie
La  253e division d'infanterie (en allemand : 253. Infanterie-Division ou 253. ID) est une des divisions d'infanterie de l'armée allemande (Wehrmacht) durant la Seconde Guerre mondiale.

## Historique
La 253. Infanterie-Division est formée le 26 août 1939 à Aix-la-Chapelle dans le Wehrkreis VI avec du personnel d'unité de réserve en tant qu'élément de la 4. Welle (4e vague de mobilisation).
Elle capitule le 8 mai 1945 dans la région de Prague.

## Organisation

### Commandants
| Date                             | Grade                  | Commandant                      |
| -------------------------------- | ---------------------- | ------------------------------- |
| 1er septembre 1939 - 7 mars 1941 | Generalleutnant        | Fritz Kühne                     |
| 7 mars 1941 - 18 janvier 1943    | General der Infanterie | Otto Schellert (de)             |
| 18 janvier 1943 - 17 juin 1944   | Generalleutnant        | Carl Becker (en)                |
| 17 juin 1944 - 28 juin 1944      | Generalleutnant        | Hans Junck                      |
| 28 juin 1944 - 5 mai 1945        | Generalleutnant        | Carl Becker                     |
| 5 mai 1945 - 8 mai 1945          | Generalmajor           | Joachim Schwatlogesterding (de) |

### Officiers d'opérations (Generalstabsoffiziere (Ia))
| Date                               | Grade               | Commandant              |
| ---------------------------------- | ------------------- | ----------------------- |
| 26 août 1939 - 20 octobre 1939     | Oberstleutnant i.G. | Walther von Hünersdorff |
| 23 octobre 1939 - 1er juillet 1940 | Major i.G.          | Kurt von Einem          |
| 1er juillet 1940 30 juillet 1941   | Major i.G.          | Franz Schlieper         |
| 30 juillet 1941 - 20 janvier 1943  | Major i.G.          | Ernst Lenné             |
| 20 janvier 1943 - 5 novembre 1943  | Oberstleutnant i.G. | Hans-Joachim Ludendorff |
| 5 novembre 1943 - 25 décembre 1944 | Oberstleutnant i.G. | Josef Weber             |
| 25 décembre 1944 - ? 1945          | Major i.G.          | Siegfried Dönges        |

## Théâtres d'opérations
- Allemagne : septembre 1939 - mai 1940
- Belgique et France : mai 1940 - avril 1941
  - mai - juin 1940 : bataille de France, poche de Lille où le général allemand Kühne, commandant de la 253 ID est fait prisonnier par les soldats du 38e Régiment d'Infanterie, appartenant à la 25e division d'infanterie motorisée.
- Pologne : avril 1941 - juin 1941
- Front de l'Est, secteur Centre : juin 1941 - février 1945
- Pologne et Tchécoslovaquie : février 1945 - mai 1945

## Ordres de bataille
1939
- Infanterie-Regiment 453
- Infanterie-Regiment 464
- Infanterie-Regiment 473
- Artillerie-Regiment 253
  - I. Abteilung
  - II. Abteilung
  - III. Abteilung
  - IV. Abteilung
- Pionier-Bataillon 253
- Panzerabwehr-Abteilung 253
- Aufklärungs-Abteilung 253
- Infanterie-Divisions-Nachrichten-Abteilung 253
- Divisions-Nachschubführer 253

1944
- Grenadier-Regiment 453
- Grenadier-Regiment 464
- Grenadier-Regiment 473
- Divisions-Füsilier-Bataillon 253
- Artillerie-Regiment 253
  - I. Abteilung
  - II. Abteilung
  - III. Abteilung
  - IV. Abteilung
- Pionier-Bataillon 253
- Panzerjäger-Abteilung 253
- Infanterie-Divisions-Nachrichten-Abteilung 253
- Divisions-Nachschubführer 253

## Décorations
Des membres de cette division ont été récompensés à titre personnel pour leurs faits de guerre:
- Agrafe de la liste d'honneur : 47
- Croix allemande
  - en argent : 3
  - en or : 104
- Croix de chevalier de la Croix de fer
  - 22 (dont 2 non officielles)
  - 1 feuilles de chêne